# Pharaxonotha
Pharaxonotha è un genere di coleotteri della famiglia Erotylidae.
Molte specie appartenenti a questo genere sono insetti pronubi di differenti specie di Cycadales, con le quali hanno sviluppato rapporti di mutualismo.

## Specie
Il genere comprende le seguenti specie:
- Pharaxonotha bouchardti Grouvelle - Sumatra e Giava.
- Pharaxonotha clarkorum Pakaluk, 1988 - Costa Rica  (impollinatore di Zamia skinneri).
- Pharaxonotha confusa Pakaluk, 1988 - Costa Rica  (impollinatore di Zamia fairchildeana).
- Pharaxonotha discimaculata Mader - Cina.
- Pharaxonotha esperanzae Chaves & Genaro, 2005 - Cuba  (impollinatore di Microcycas calocoma).
- Pharaxonotha floridana Casey, 1890[1] - Stati Uniti (Florida e Georgia) (impollinatore di Zamia pumila).
- Pharaxonotha intermedia Chujo - Laos.
- Pharaxonotha kirschii Reitter, 1875[2] - Messico e Centro America.
- Pharaxonotha lata Grouvelle - Cina.
- Pharaxonotha nigra Gorham - India meridionale e Thailandia.
- Pharaxonotha vittata Arrow - Birmania, Vietnam.
- Pharaxonotha yunnanensis Grouvelle - Cina (Yunan).